# Bahama's op de Olympische Zomerspelen 2000
De Bahama's namen deel aan de Olympische Zomerspelen 2000 in Sydney, Australië. De eilandengroep won twee gouden medailles.

## Medailles
| Sport    | Olympiër                                                                               | Onderdeel  | Medaille |
| -------- | -------------------------------------------------------------------------------------- | ---------- | -------- |
| Atletiek | Pauline Davis-Thompson Debbie Ferguson Sevatheda Fynes Chandra Sturrup Debbie Ferguson | 4x100m (v) | Goud     |
| Atletiek | Pauline Davis-Thompson                                                                 | 200m (v)   | Goud     |
| Atletiek | Chris Brown Troy McIntosh Avard Moncur Tim Munnings Carl Oliver                        | 4x400m (m) | Brons    |

## Deelnemers

### Atletiek
| Olympiër                                                                    | Discipline      | Resultaat | Prestatie                                                                                       |
| --------------------------------------------------------------------------- | --------------- | --------- | ----------------------------------------------------------------------------------------------- |
| Renward Wells                                                               | 100m (m)        | 46e       | serie 3: 5e in 10,47                                                                            |
| Dominic Demeritte                                                           | 200m (m)        | 57e       | serie 9: 6e in 21,47                                                                            |
| Andrew Tynes                                                                | 200m (m)        | 39e       | serie 6: 5e in 21,00                                                                            |
| Renward Wells                                                               | 200m (m)        | 31e       | serie 1: 3e in 20,95 kwartfinale 3: 8e in 21,26                                                 |
| Chris Brown                                                                 | 400m (m)        | 26e       | serie 9: 2e in 45,80 kwartfinale 3: 6e in 45,76                                                 |
| Troy McIntosh                                                               | 400m (m)        | 59e       | serie 2: 6e in 47,06                                                                            |
| Avard Moncur                                                                | 400m (m)        | 9e        | serie 1: 1e in 45,23 kwartfinale 1: 3e in 45,43 halve finale 1: 5e in 45,18                     |
| Dominic Demeritte Iram Lewis Wellington Saunders-Whymms Renward Wells       | 4x100m (m)      | 23e       | serie 1: 4e in 39,57                                                                            |
| Chris Brown Troy McIntosh Avard Moncur Tim Munnings Carl Oliver             | 4x400m (m)      | Brons     | serie 5: 3e in 3.01,50 halve finale 1: 3e in 2.59,02 finale: 3e in 2.59,23                      |
|                                                                             |                 |           |                                                                                                 |
| Debbie Ferguson                                                             | 100m (v)        | 7e        | serie 8: 1e in 11,10 kwartfinale 1: 2e in 11,18 halve finale 1: 4e in 11,34 finale: 7e in 11,29 |
| Savatheda Fynes                                                             | 100m (v)        | 6e        | serie 1: 1e in 11,18 kwartfinale 4: 1e in 11,10 halve finale 2: 4e in 11,16 finale: 6e in 11,22 |
| Chandra Sturrup                                                             | 100m (v)        | 5e        | serie 7: 1e in 11,31 kwartfinale 3: 3e in 11,22 halve finale 1: 2e in 11,31 finale: 5e in 11,21 |
| Pauline Davis                                                               | 200m (v)        | Goud      | serie 5: 2e in 22,61 kwartfinale 1: 2e in 22,72 halve finale 2: 1e in 22,38 finale: 1e in 22,27 |
| Debbie Ferguson                                                             | 200m (v)        | 4e        | serie 6: 2e in 23,31 kwartfinale 3: 1e in 22,72 halve finale 1: 2e in 22,62 finale: 4e in 22,37 |
| Chandra Sturrup                                                             | 200m (v)        | 22e       | serie 4: 3e in 23,09 kwartfinale 4: 5e in 23,21                                                 |
| Christine Amertil                                                           | 400m (v)        | 33e       | serie 1: 5e in 53,12                                                                            |
| Tonique Williams                                                            | 400m (v)        | 37e       | serie 6: 6de in 53,43                                                                           |
| Eldece Clarke Pauline Davis Debbie Ferguson Savatheda Fynes Chandra Sturrup | 4x100m (v)      | Goud      | serie 3: 1e in 42,58 halve finale 1: 1e in 42,42 finale: 1e in 41,95                            |
| Jackie Edwards                                                              | verspringen (v) | 6e        | kwalificatie groep A: 6e met 6,60m finale: 6e met 6,59m                                         |
| Laverne Eve                                                                 | speerwerpen (v) | 16e       | kwalificatie groep B: 8e met 58,36m                                                             |

### Tennis
| Olympiër                   | Discipline     | Resultaat | Prestatie |
| -------------------------- | -------------- | --------- | --- |
| Mark Knowles Mark Merklein | dubbelspel (m) | 46e       | 1e ronde: W van POR Marques/Mota: 6-7(7), 6-4, 7-5 2e ronde: W van USA O'Brien/Palmer: 6-2, 6-4 kwartfinale: V van RSA Adams/de Jager: 6-4, 2-6, 12-14 |

### Zwemmen
| Olympiër           | Discipline           | Resultaat | Prestatie              |
| ------------------ | -------------------- | --------- | ---------------------- |
| Allan Murray       | 50m vrije slag (m)   | 37e       | serie 5: 2e in 23,34   |
| Christopher Murray | 100m vrije slag (m)  | 40e       | serie 4: 2e in 51,93   |
| Nicholas Rees      | 100m vlinderslag (m) | 57e       | serie 2: 8e in 57,23   |
| Nicholas Rees      | 200m schoolslag (m)  | 36e       | serie 2: 4e in 2.20,31 |
| Nicholas Rees      | 200m wisselslag (m)  | 35e       | serie 2: 2e in 2.06,85 |
| Nicholas Rees      | 400m wisselslag (m)  | 31e       | serie 2: 2e in 4.26,87 |

Albanië · Algerije · Amerikaanse Maagdeneilanden · Amerikaans-Samoa · Andorra · Angola · Antigua en Barbuda · Argentinië · Armenië · Aruba · Australië · Azerbeidzjan · Bahama's · Bahrein · Bangladesh · Barbados · België · Belize · Benin · Bermuda · Bhutan · Bolivia · Bosnië en Herzegovina · Botswana · Brazilië · Britse Maagdeneilanden · Brunei · Bulgarije · Burkina Faso · Burundi · Cambodja · Canada · Centraal-Afrikaanse Republiek · Chili · China · Chinees Taipei · Colombia · Comoren · Congo-Brazzaville · Congo-Kinshasa · Cookeilanden · Costa Rica · Cuba · Cyprus · Denemarken · Djibouti · Dominica · Dominicaanse Republiek · Duitsland · Ecuador · Egypte · El Salvador · Equatoriaal-Guinea · Eritrea · Estland · Ethiopië · Fiji · Filipijnen · Finland · Frankrijk · Gabon · Gambia · Georgië · Ghana · Grenada · Griekenland · Groot-Brittannië · Guam · Guatemala · Guinee · Guinee‑Bissau · Guyana · Haïti · Honduras · Hongarije · Hongkong · Ierland · IJsland · India · Indonesië · Irak · Iran · Israël · Italië · Ivoorkust · Jamaica · Japan · Jemen · Joegoslavië · Jordanië · Kaaimaneilanden · Kaapverdië · Kameroen · Kazachstan · Kenia · Kirgizië · Koeweit · Kroatië · Laos · Lesotho · Letland · Libanon · Liberia · Libië · Liechtenstein · Litouwen · Luxemburg · Macedonië · Madagaskar · Malawi · Malediven · Maleisië · Mali · Malta · Marokko · Mauritanië · Mauritius · Mexico · Micronesië · Moldavië · Monaco · Mongolië · Mozambique · Myanmar · Namibië · Nauru · Nederland · Nederlandse Antillen · Nepal · Nicaragua · Nieuw-Zeeland · Niger · Nigeria · Noord-Korea · Noorwegen · Oeganda · Oekraïne · Oezbekistan · Oman · Oostenrijk · Pakistan · Palau · Palestina · Panama · Papoea-Nieuw-Guinea · Paraguay · Peru · Polen · Portugal · Puerto Rico · Qatar · Roemenië · Rusland · Rwanda · Saint Kitts en Nevis · Saint Lucia · Saint Vincent en Grenadines · Salomonseilanden · Samoa · San Marino ·  Sao Tomé en Principe · Saoedi-Arabië · Senegal · Seychellen · Sierra Leone · Singapore · Slovenië · Slowakije · Soedan · Somalië · Spanje · Sri Lanka · Suriname · Swaziland · Syrië · Tadzjikistan · Tanzania · Thailand · Togo · Tonga · Trinidad en Tobago · Tsjaad · Tsjechië · Tunesië · Turkije · Turkmenistan · Uruguay · Vanuatu · Venezuela · Verenigde Arabische Emiraten · Verenigde Staten · Vietnam · Wit-Rusland · Zambia · Zimbabwe · Zuid-Afrika · Zuid-Korea · Zweden · Zwitserland · Individuele olympische atleten